# كارخانة أجر ماشيني قدس و شهرك صنع
كارخانة أجر ماشيني قدس وشهرك صنع هي قرية في مقاطعة خوي، إيران. عدد سكان هذه القرية هو 9 في سنة 2006.